# 穆捷
穆捷（法語：Moutier，法語發音：[mutje]）是瑞士伯恩州的市镇，位於該國西北部，但於2021年3月28日公投要求加入汝拉州。距離德莱蒙10公里，面積19.58平方公里，海拔高度535米，2010年人口7,466，其中約兩成居民是外國人。

## 外部連結
- Moutier Official Website （页面存档备份，存于）
- Tornos Official Website （页面存档备份，存于）
- Schaublin Official Website （页面存档备份，存于）